# 早稻田站
早稻田站（日语：／ Waseda eki */?）是位於日本東京都新宿區早稻田南町，屬於東京地下鐵東西線的鐵路車站。車站編號是T 04。
都電荒川線的早稻田停留場需要在此站起走出地面沿新目白通步行十多分鐘。

## 歷史
- 1964年（昭和39年）12月23日：營團地下鐵車站開業。
- 2004年（平成16年）4月1日：營團地下鐵民營化，由東京地下鐵繼承本車站。
- 2015年（平成27年）5月26日：引入發車音樂。

## 車站構造
本站是側式月台2面2線之地下車站。3號出入口可前往早稻田大學。
搭乘3號出入口道路對向的電梯再經由連絡通道可至西船橋方向剪票口與中野方面剪票口。

### 月台配置

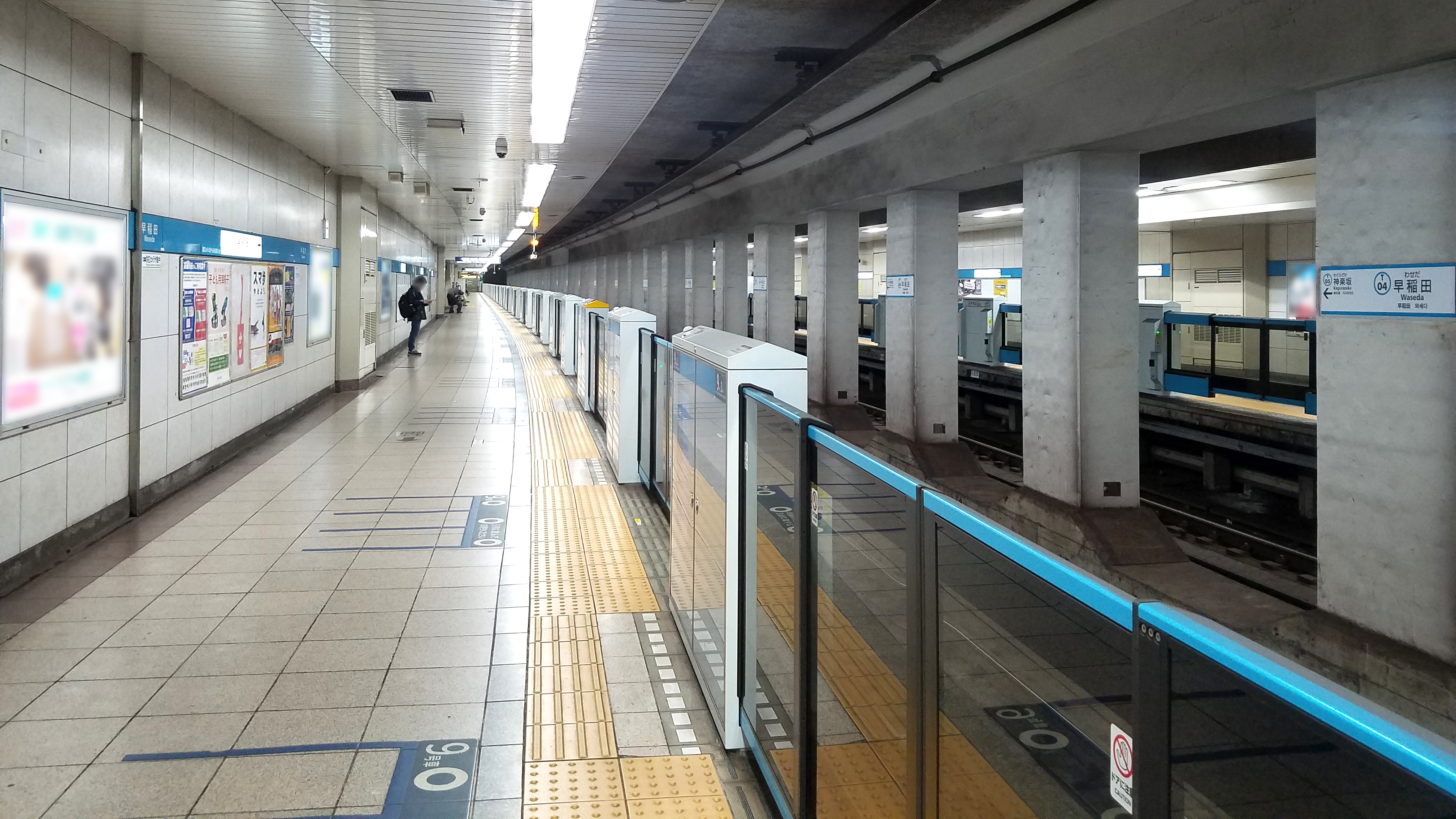
月台（2020年4月）

| 月台 | 路線   | 目的地                         |
| ---- | ------ | ------------------------------ |
| 1    | 東西線 | 西船橋、津田沼、東葉勝田台方向 |
| 2    | 東西線 | 高田馬場、中野、三鷹方向       |

（來源：東京地下鐵:構內圖 （页面存档备份，存于））
- 月台（2020年4月）

## 利用狀況
2017年度1日平均上下車人次為82,370人，東京地下鐵全部130個車站當中排名51位。
近年1日平均上下車、上車人次變化如下表。
| 年度               | 1日平均 上下車人次 | 1日平均 上車人次 | 來源     |
| ------------------ | ------------------ | ---------------- | -------- |
| 1992年（平成04年） |                    | 41,381           | [ * 1 ]  |
| 1993年（平成05年） |                    | 41,392           | [ * 2 ]  |
| 1994年（平成06年） |                    | 40,753           | [ * 3 ]  |
| 1995年（平成07年） |                    | 40,249           | [ * 4 ]  |
| 1996年（平成08年） |                    | 40,222           | [ * 5 ]  |
| 1997年（平成09年） |                    | 39,356           | [ * 6 ]  |
| 1998年（平成10年） |                    | 38,510           | [ * 7 ]  |
| 1999年（平成11年） |                    | 37,773           | [ * 8 ]  |
| 2000年（平成12年） |                    | 37,458           | [ * 9 ]  |
| 2001年（平成13年） |                    | 34,121           | [ * 10 ] |
| 2002年（平成14年） |                    | 33,466           | [ * 11 ] |
| 2003年（平成15年） | 65,720             | 32,995           | [ * 12 ] |
| 2004年（平成16年） | 65,115             | 32,526           | [ * 13 ] |
| 2005年（平成17年） | 64,753             | 32,110           | [ * 14 ] |
| 2006年（平成18年） | 66,341             | 32,975           | [ * 15 ] |
| 2007年（平成19年） | 70,524             | 35,085           | [ * 16 ] |
| 2008年（平成20年） | 71,478             | 35,666           | [ * 17 ] |
| 2009年（平成21年） | 71,147             | 35,770           | [ * 18 ] |
| 2010年（平成22年） | 72,033             | 36,145           | [ * 19 ] |
| 2011年（平成23年） | 70,733             | 35,638           | [ * 20 ] |
| 2012年（平成24年） | 74,288             | 37,218           | [ * 21 ] |
| 2013年（平成25年） | 76,653             | 38,519           | [ * 22 ] |
| 2014年（平成26年） | 77,731             | 39,047           | [ * 23 ] |
| 2015年（平成27年） | 80,071             | 40,180           | [ * 24 ] |
| 2016年（平成28年） | 81,312             | 40,775           | [ * 25 ] |
| 2017年（平成29年） | 82,370             |                  |          |

## 車站周邊
- 早稻田大學
  - 文學部、文化構想學部、紀念會堂、学生會館（戶山校區，步行3分）、
  - 本部、大隈講堂、政治經濟學部、法學部、教育學部、商學部、社會科學部、國際教養學部、坪內博士紀念演劇博物館（日语：早稲田大学坪内博士記念演劇博物館）、會津八一紀念博物館（早稻田校區，步行7分）
  - 學術情報中心（早稻田大學中央圖書館、井深大紀念廳）
- 早稻田通（日语：早稲田通り）（東京都道25號飯田橋石神井新座線）
- 東京麗嘉皇家酒店（日语：リーガロイヤルホテル）
- 新宿區役所（日语：新宿区役所）榎町特別出張所
  - 新宿區榎町地域中心
- 新宿區立鶴卷圖書館（日语：新宿区立図書館）
- 新宿區牛込保健中心
- 新宿馬場下郵便局
- 早稻田大學前郵便局
- 西早稻田一郵便局
- 穴八幡神社（日语：穴八幡神社）
- 放生寺（日语：放生寺 (新宿区)）
- 早稻田奉仕園（日语：早稲田奉仕園）
- 戶山公園（日语：戸山公園）
- 国立感染症研究所戶山廳舍
- 國立健康、營養研究所（日语：国立健康・栄養研究所）
- 國立國際醫療研究中心（日语：国立国際医療研究センター）
- 早稻田中学校及高等学校
- 學習院女子大學（日语：学習院女子大学）、學習院女子中等科、高等科（日语：学習院女子中・高等科）
- 東京都立戶山高等學校（日语：東京都立戸山高等学校）
- 東京都立新宿山吹高等學校（日语：東京都立新宿山吹高等学校）
- 都營巴士早稻田營業所（日语：都営バス早稲田営業所）

### 巴士路線
最近的巴士站是、馬場下町。以下路線由東京都交通局運行。
乘車處編號來自都營巴士官方網站，實際上並無編號。
8號乘車處
- 早81、早81出入系統：往早大正門

- 早稻田中高東側，3a出入口附近

9號乘車處
- 早81系統：澀谷站東口循環
- 早81出入系統：往小瀧橋車庫

- 早稲田中高東側對向，電梯附近

10號乘車處
- 早77系統：往早稻田

- 早稲田中高正門前，3b出口附近

11號乘車處
- 學02系統：往高田馬場站

- 馬場下町交差點

12號乘車處
- 學02系統：往早大正門

- 馬場下町交差點

## 相鄰車站
東京地下鐵

 東西線（東陽町以西所有列車各站停車）
高田馬場（T 03）－早稻田（T 04）－神樂坂（T 05）

### 來源
東京都統計年鑑
1. ↑  .   [2017-03-20]. （原始内容存档于2013-08-15）.
2. ↑  .   [2017-03-20]. （原始内容存档于2013-02-03）.
3. ↑  .   [2017-03-20]. （原始内容存档于2013-02-03）.
4. ↑  .   [2017-03-20]. （原始内容存档于2013-02-03）.
5. ↑  .   [2017-03-20]. （原始内容存档于2013-02-03）.
6. ↑  .   [2017-03-20]. （原始内容存档于2016-03-04）.
7. ↑  東京都統計年鑑（平成10年）PDF
8. ↑  東京都統計年鑑（平成11年）PDF
9. ↑  .   [2017-03-20]. （原始内容存档于2016-03-04）.
10. ↑  .   [2017-03-20]. （原始内容存档于2016-03-04）.
11. ↑  .   [2017-03-20]. （原始内容存档于2017-07-29）.
12. ↑  .   [2017-03-20]. （原始内容存档于2017-07-29）.
13. ↑  .   [2017-03-20]. （原始内容存档于2017-07-29）.
14. ↑  .   [2017-03-20]. （原始内容存档于2017-07-29）.
15. ↑  .   [2017-03-20]. （原始内容存档于2017-07-29）.
16. ↑  .   [2017-03-20]. （原始内容存档于2017-07-29）.
17. ↑  .   [2017-03-20]. （原始内容存档于2017-07-29）.
18. ↑  .   [2017-03-20]. （原始内容存档于2016-03-26）.
19. ↑  .   [2017-03-20]. （原始内容存档于2016-03-27）.
20. ↑  .   [2017-03-20]. （原始内容存档于2016-03-25）.
21. ↑  .   [2017-03-20]. （原始内容存档于2016-03-27）.
22. ↑  .   [2017-03-20]. （原始内容存档于2016-03-22）.
23. ↑  .   [2017-03-20]. （原始内容存档于2017-07-30）.
24. ↑  .   [2019-01-07]. （原始内容存档于2018-11-09）.
25. ↑  .   [2019-01-07]. （原始内容存档于2019-05-02）.

## 外部連結
- 早稻田/T04 | 路線・車站資訊 | 東京地下鐵